# Costa
|  | Per a altres significats, vegeu «Costa (desambiguació)». |

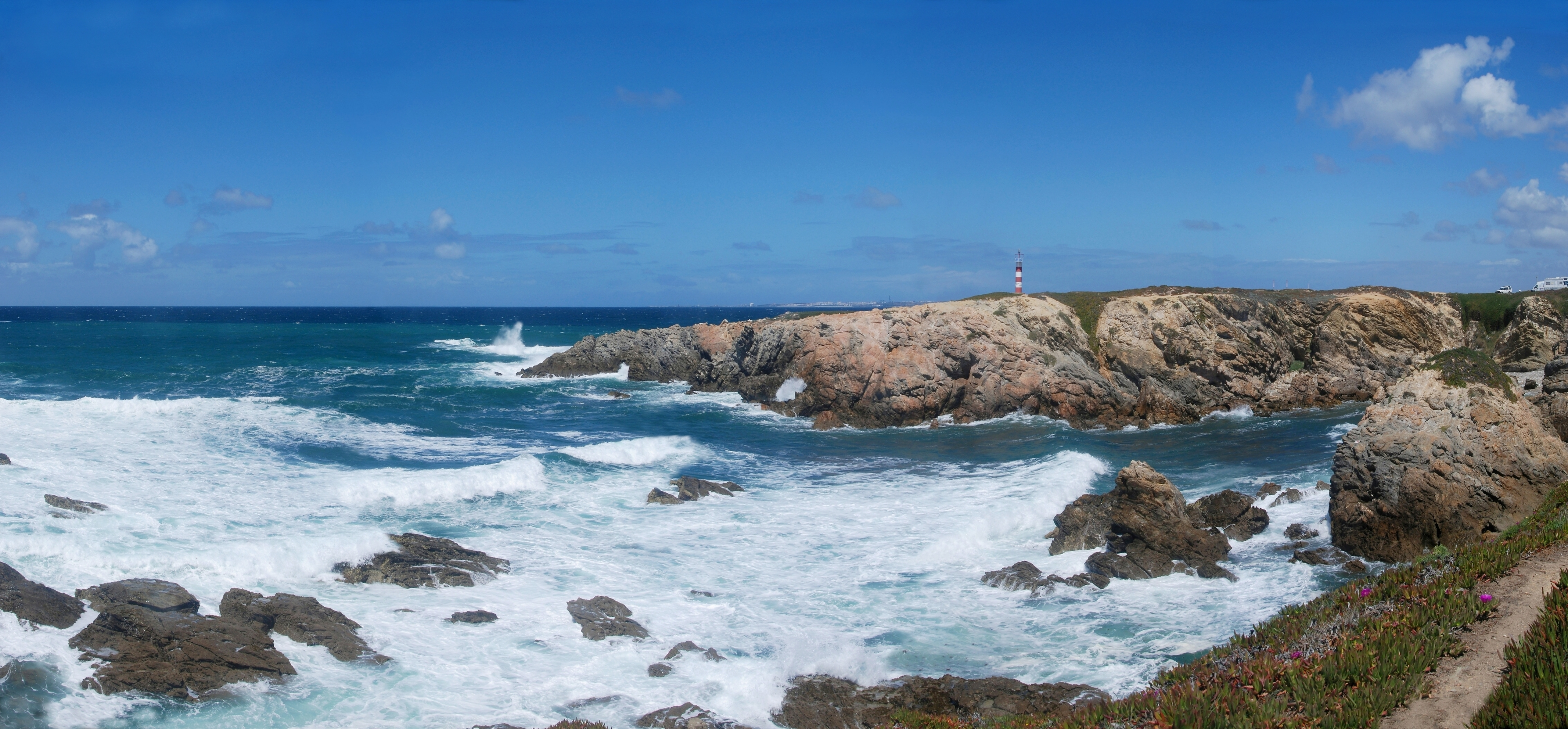
Costa rocosa de l'oceà Atlàntic, Porto Covo, Portugal

La costa, línia de costa o riba de la mar, es defineix com la zona terrestre d'un continent o d'una illa on la terra limita amb l'oceà o amb un llac, conformant un espai amb un relleu singular. Geografia física, Geomorfologia: Faixa de terra en contacte amb el mar. Navegació tradicional: Terra que voreja la mar. Transport marítim: Franja de terra d'amplària indefinida, contigua a la mar, que s'estén des d'on arriba aquesta en els moments de baixamar màxima fins al primer canvi notable del terreny en direcció terra endins i que està sotmesa a un règim jurídic propi. (es costa; fr côte; en coast, shoreline).

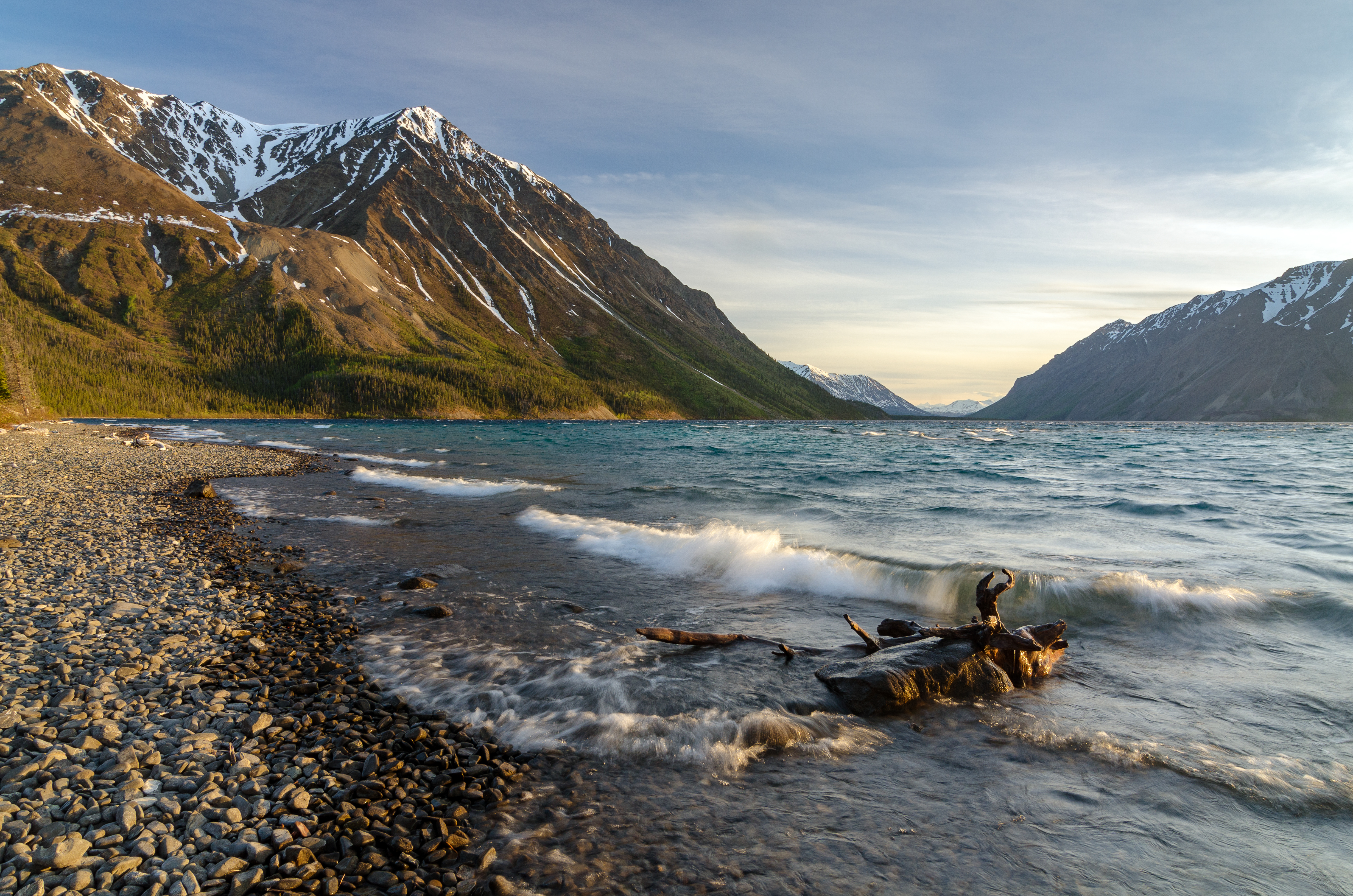
Platja a la costa del Kathleen Lake, Kluane National Park and Reserve, Yukon, Canadà

Les costes continentals del món mesuren uns 312.000 km (193.000 milles). Han sofert canvis de posició al llarg del temps geològic a causa de canvis substancials en els nivells relatius de la terra i el mar.

## Dinàmica litoral

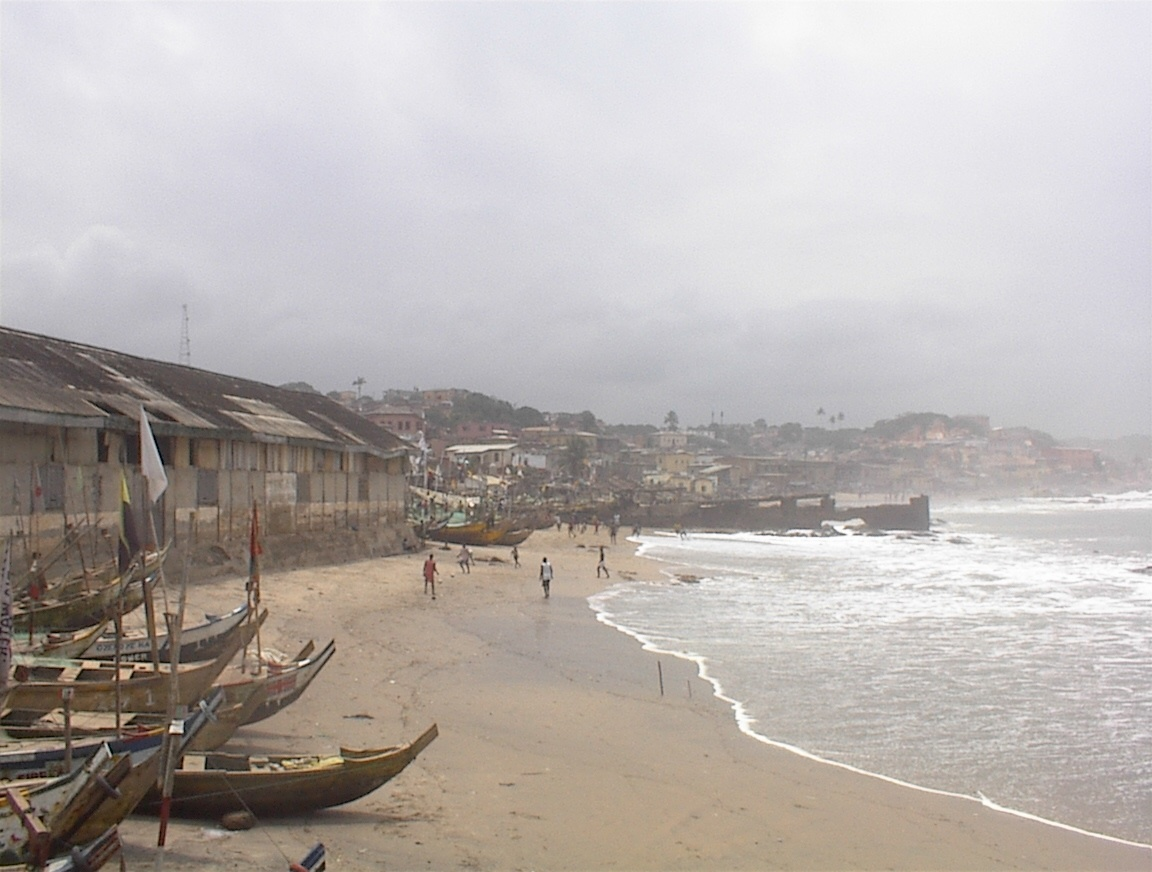
Cape Coast, Ghana. Vista del moll de pescadors

La dinàmica litoral és el conjunt de processos físics que es produeixen a la franja costanera, incloent-hi la propagació i el trencament de les ones, els corrents, les marees, el transport de sediments i l'evolució de la línia de costa i del perfil de platja.
Les zones costaneres són un sistema altament dinàmic (dinàmica litoral) en el qual la morfologia resultant a cada instant és producte de la interacció entre les forces marines i atmosfèriques, les característiques geològiques dels materials i les actuacions antròpiques. Les zones costaneres es troben en un estat de canvi continuat i, per tant, cal conèixer el seu comportament dinàmic al llarg del temps i els factors que el determinen, per a poder prevenir la seva resposta davant qualsevol acció antròpica i avaluar-ne les seves conseqüències. Conèixer l'estat i l'evolució de les zones costaneres és clau per a la seva gestió i planificació.

## Classificació de les costes
Les característiques de la zona costanera varien considerablement arreu del món, i poden alternar-se fins i tot en distàncies força curtes. En qualsevol litoral destaquen en particular els factors geològics a gran escala, la geologia local, els processos superficials i els efectes recents dels canvis en el nivell relatiu del terreny i la mar. De la complexitat d'aquests factors han sorgit diverses maneres de classificar les costes. Finkl (2004) ofereix un estudi exhaustiu en la seva classificació de les costes a partir de la seva idoneïtat per als desembarcaments amfibis. La majoria de les primeres classificacions van intentar agrupar formes de relleu similars basant-se en característiques importants, com ara la tectònica, els processos que configuren l'evolució costanera o els canvis del nivell del mar.
Dos factors que compliquen l'èxit de qualsevol esquema de classificació costanera, són els canvis recents del nivell del mar a causa del creixement i retrocés de les glaceres durant els darrers 100.000 anys, i les escales de temps sobre les quals evolucionen les costes.[…] El nivell del mar durant l'anterior període interglacial era aproximadament el mateix que avui. Durant l'últim període glacial, el nivell del mar va fluctuar, generalment a la baixa, amb el creixement i la retirada de capes de gel continental, culminant en una baixada entre 30.000 i 25.000 anys enrere, (uns 130 m més baix que l'actual). Això va anar seguit d'una fusió i una retirada del gel relativament ràpides, que va produir la submersió de la majoria de les costes situades a una latitud tropical i mitjana. El resultat és que els processos costaners només s'han produït, amb el nivell actual del mar, durant uns quants milers d'anys i en el caràcter de la majoria de les costes encara es reflecteix l'impacte de la transgressió produïda per l'augment del nivell del mar.
Les complicacions dels esquemes de classificació també sorgeixen perquè les diferents formes del relleu costaneres evolucionen a velocitats molt diferents. Les costes sorrenques, i especialment les dinàmiques, com ara les illes i les barreres, responen sovint als efectes de les tempestes que poden repetir-se més d'un cop en una dècada i poden créixer i desaparèixer en una escala de temps que va de dècades a uns quants milers d'anys. D'altra banda, l'erosió de les costes rocoses i dures es produeix molt lentament i les plataformes erosionades associades a la majoria de les costes modernes no es podrien haver format durant els 5.000-6.000 anys, quan ha estat el nivell del mar proper al seu nivell actual. Per tant, han de ser heretades d'un nivell anterior del mar interglacial (o més probablement són el complex producte de les fluctuacions del nivell del mar durant milions d'anys).

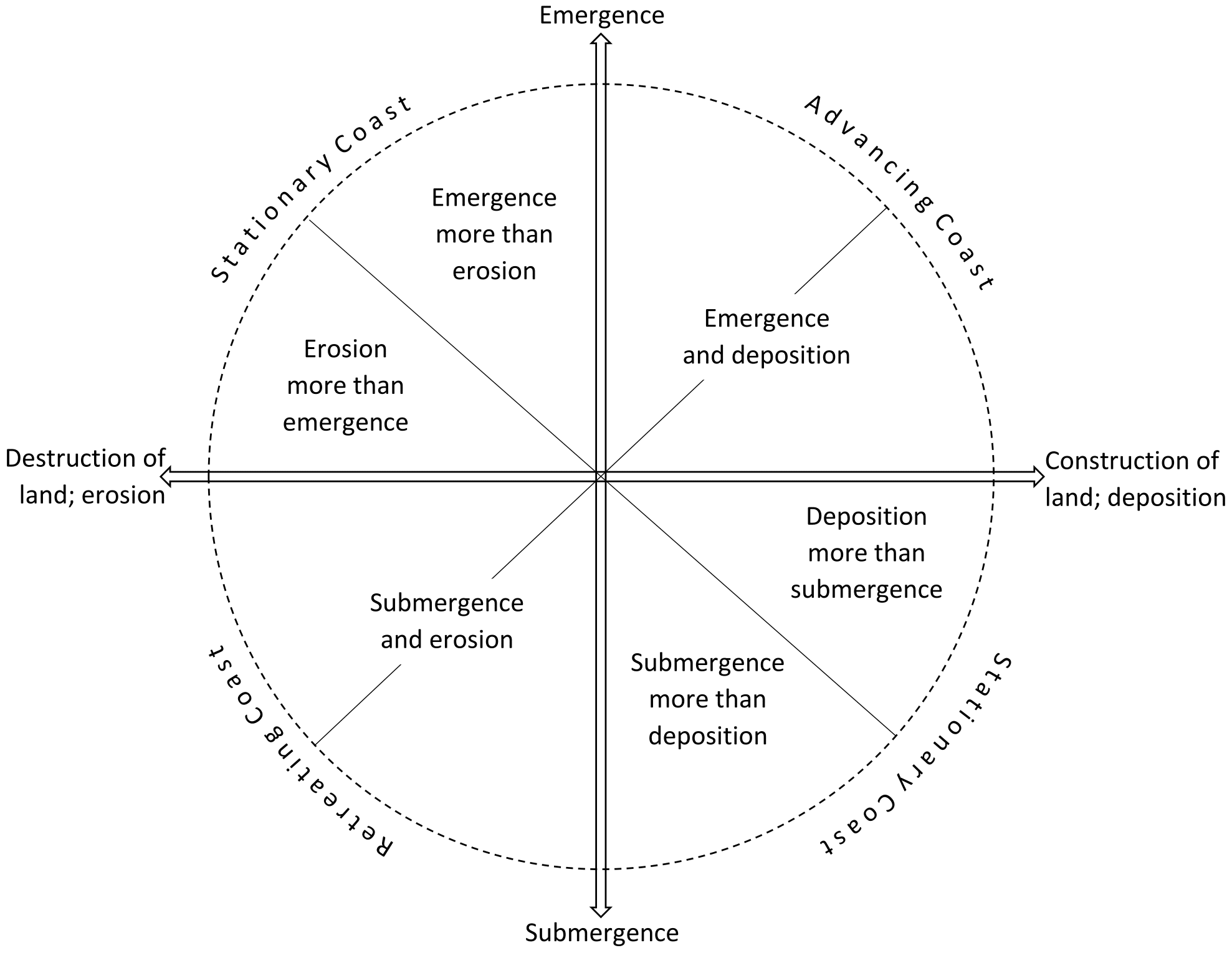
Esquema: Classificació de Contextos Costaners de H.Valentin (1952) apuntant que les costes poden ser erosionades o deposicionals i emergents o submergides i que aquests processos poden augmentar o neutralitzar-se mútuament.

Hartmut Valentin (1952) va elaborar una classificació centrada en la direcció del moviment de la línia de costa. Distingeix, primer, entre les costes que han avançat i les que han retrocedit. Dins de cadascuna d'aquestes distincions hi afegeix els canvis deguts al nivell relatiu del mar (pujada o baixada) i lels relacionats amb la progradació o l'erosió del litoral.

### Segons els processos erosius i constructius
Francis P. Sheppard (1939-1963) va fer una classificació pròpia modificant anteriors versions en la qual les costes es divideixen en primàries (joves) i secundàries.

#### Costes primàries
Són abruptes i irregulars, i es conserven els trets diferencials del processos que les originaren, com els canvis en el nivell del mar, l'erosió de les glaceres, dipòsit de sediments a la desembocadura dels rius, erupcions volcàniques o tectònica de fracturació. Les costes primàries són les que s'han anat formant principalment per l'acció dels agents terrestres (inclosos, com ja es coneix, els associats a la tectònica de plaques) i es subdivideixen en costes d'erosió (ries, fiords, etc.), costes deposiciónals (deltes i planes al·luvials, deposició glacial, etc.), costes volcàniques i costes tectòniques (costes fallades i plegades)

#### Costes secundàries

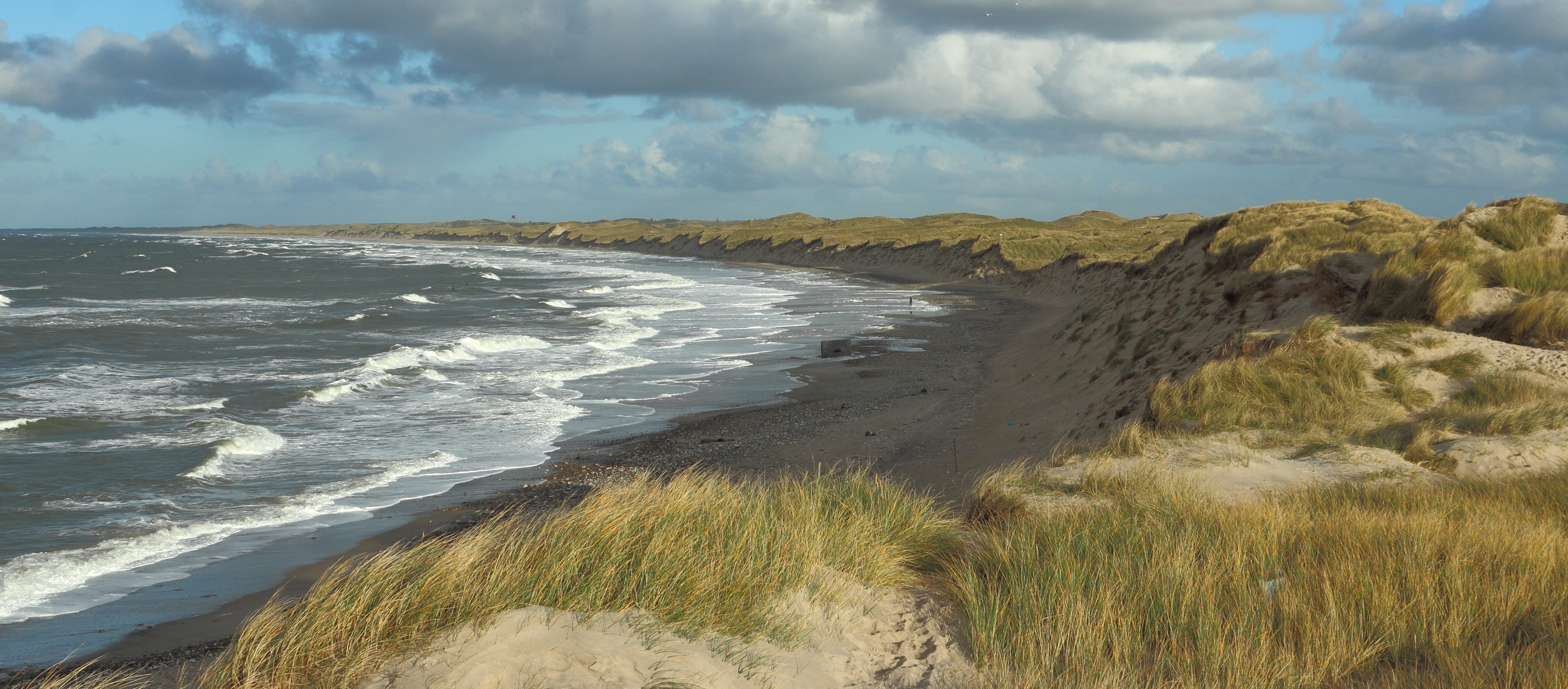
Costa del mar del Nord a Nørre Vorupør, Dinamarca.

Són costes que han estat modelades significativament per l'acció de les ones i altres processos marins després que el nivell del mar s'estabilitzés. Originalment van ser costes primàries, però l'erosió continental i l'erosió i la sedimentació marines, les varen modificar i ara els seus trets distintius són netament marins. L'acció de l'onatge i altres els processos litorals són dominants sobre la forma de la costa i es subdivideixen en costes d'erosió, costes de deposició o sedimentació marina (barreres, maresmes, etc.), i costes construïdes per organismes (corall, manglar).
Les costes secundàries es poden classificar en tres grups:
- Costes d'erosió d'ones. Són principalment els penya-segats rectificats o penya-segats d'ones.
- Costes amb sedimentació marina. Les principals són les illes barrera, on tenim un cos sorrenc separat de l'àrea costanera per una llacuna.
- Costes construïdes per organismes. Constituïdes per organismes constructors d'un escull, com ara coralls i altres, o bé per vegetació adaptada a la vida aquàtica com els manglars.

### Segons la tectònica de plaques

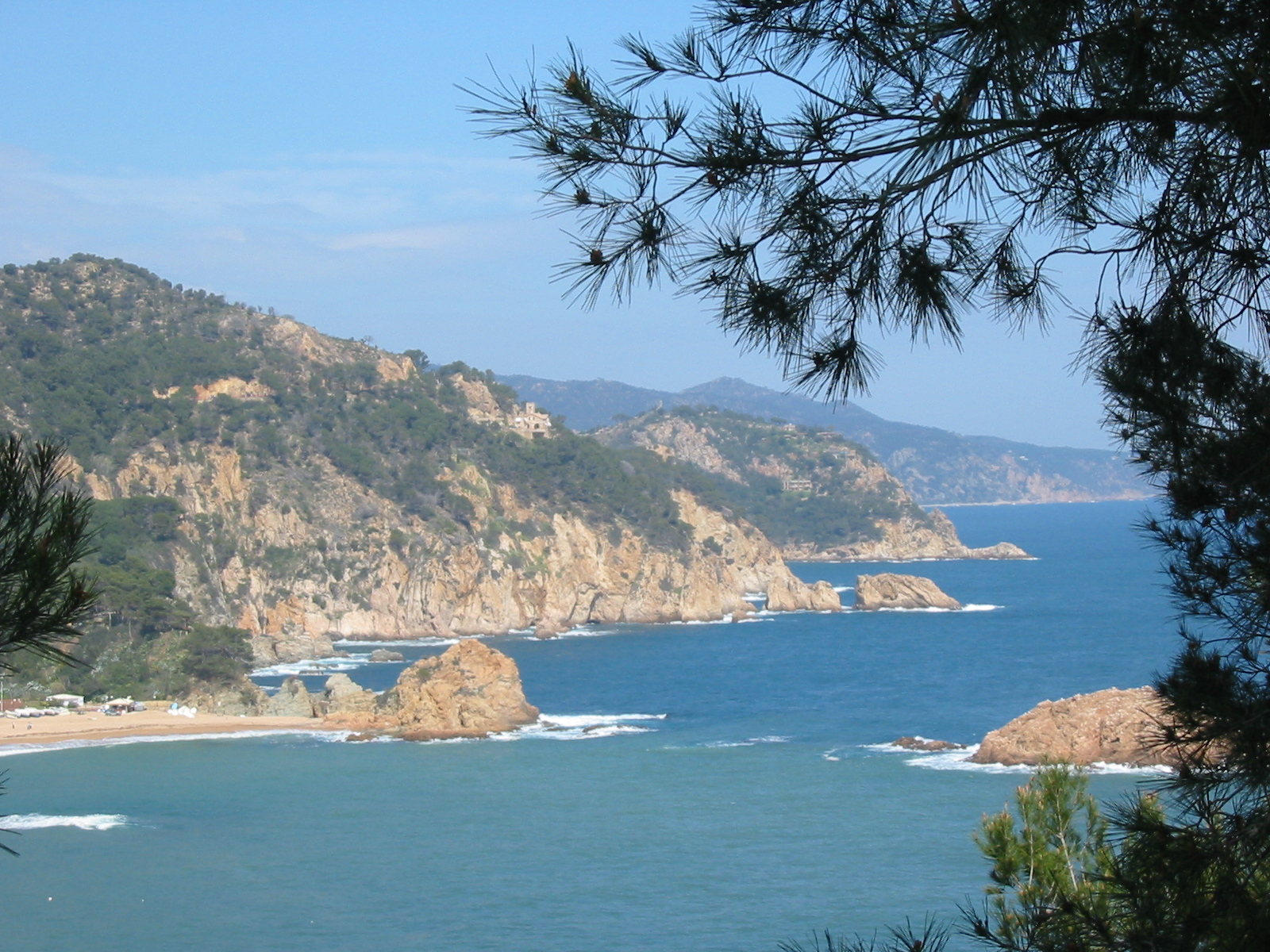
Costa abrupta. "costa brava" a la mar mediterrània. Vista entre Sant Feliu de Guixols i Tossa de Mar, Catalunya

D. L. Inman i C. E. Nordstrom (1971) van idear una classificació en la qual els trets principals són d'escala continental i estan basats en la tectònica de plaques. Tenen en compte longituds de l'ordre de 1000 km, amplades de 100 km i altures de 10 km, i divideix les costes en tres grans grups:
- Costes de col·lisió: (a) Marge continental, caracteritzades per litorals de penya-segats, estretes planures costaneres i canyons oceànics profunds, amb altes muntanyes a l'interior; (b) illa costes de col·lisió d'arc, que són similars a (a) com a forma general però sense muntanya o serralades o grans rius associats a la marge continental.
- Costes planes: (a) Amb acabament prop de l'inici de la separació de plaques (per exemple, el Mar Roig) amb poc o cap desenvolupament de la plataforma continental; b) De perfil africà, caracteritzades per costes muntanyoses o d'altiplà; (c) De perfil americà amb amples plataformes continentals i desguassos de grans rius de l'interior dels continents.
- Costes marginals: costes enfrontades a mars marginals i protegides de l'oceà obert (Mediterrani, Xina).

## Paisatges costaners
A més de dependre dels processos de sedimentació i de l'erosió, els paisatges costaners depenen de l'estructura geològica costanera. Els éssers humans també afecten el paisatge. Entre les accions més importants hi ha la construcció de defenses costaneres, tant per reduir el perill de les inundacions a les zones baixes i com també per controlar-ne l'erosió. Les terres guanyades al mar, com és el cas dels Països Baixos, constitueixen 2.227 km².

### Costa baixa
S'identifica amb les platges en sentit estricte, és a dir, amb els litorals de material mòbil no coherent o detrític sovint aportat pel mar. Els seus processos són els ajustaments permanents o equilibri entre les formes i la hidrodinàmica. El perfil de la platja és lleugerament còncau i en un tall transversal o transecte s'hi disposen 3 nivells o terrasses: la platja alta (backshore) on només arriben les ones durant un temporal, la platja mitjana o estran (foreshore) afectada per les ones i la platja baixa (offshore) normalment sota l'aigua.

### Costa alta
Les costes altes també són anomenades d'Immersió o d'enfonsament, ja que aquest n'és l'origen, i es troben on els continents presenten un relleu muntanyós o assegut sobre el mar. Són de formes complexes com els penya-segats o espadats i les plataformes sovint sotaiguades. En el cas dels penya-segats i espadats comprenen una part emergida i una altra de submergida, freqúents en regions muntanyoses, massissos antics i sectors volcànics. El desnivell pot arribar a ser de pocs metres fins a centenars i arribar als 700 m. com a la costa est de Kamxatka. Les plataformes rocoses són un producte de l'erosió mecànica, produint rampes d'erosió i rases com les de les costes d'Astúries, del Marroc atlàntic o de Xile, i també ho és l'estrandflat de les costes escandinaves, tot i que amb una gran influència dels canvis eustàtics.

### Costa brava
Costes i geomorfologia marina: Costa rocallosa, abrupta i anfractuosa, producte de la intensa erosió de l’onatge contra un massís enlairat que retrocedeix irregularment i forma penya-segats i petits entrants o cales, precedits per les plataformes d’abrasió (ex., (morfotip) la Costa Brava catalana, la Costa Brava mallorquina). Geografia: Costa de penya-segats, rocosa i accidentada: caps, puntes, golfs i cales.

## Costes i poblament

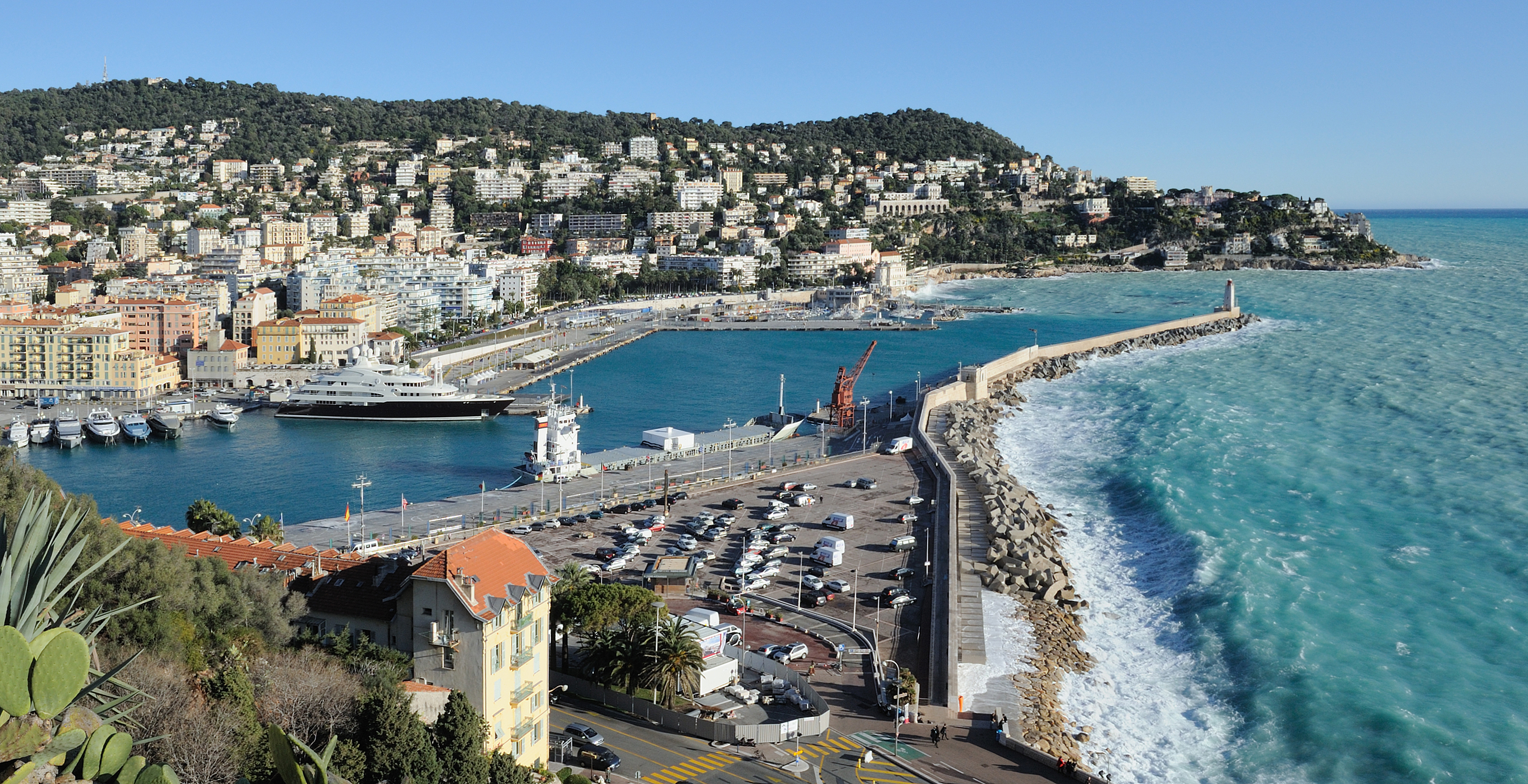
Port de Niça, Alps Marítims (França) Mediterrània occidental.

Com que no hi ha una definició comuna del que constitueix una regió costanera, les estimacions de les poblacions costaneres varien. La majoria es basen en una àrea d'entre 60 i 200 quilòmetres de la línia de costa i poden incloure planes inundables costaneres, boscos costaners anomenats manglars, pantans i marees (zones costaneres afectades per l'augment i la baixada de la marea), així com platges, dunes, i esculls de corall.
Les regions costaneres, àrees que acullen una proporció important i creixent de la població mundial, estan experimentant un declivi ambiental. El problema és especialment greu als països en desenvolupament. Les raons del declivi ambiental són complexes, però els factors poblacionals tenen un paper important. 3.000 milions de persones -aproximadament la meitat de la població mundial- viuen a menys de 200 quilòmetres d'una costa. El 2025, és probable que aquesta xifra es dupliqui. L'alta concentració de persones a les regions costaneres ha produït molts beneficis econòmics, com ara la millora dels enllaços de transport, el desenvolupament industrial i urbà, els ingressos del turisme i la producció d'aliments. Però els efectes combinats del creixement demogràfic en auge i el desenvolupament econòmic i tecnològic estan amenaçant els ecosistemes que proporcionen aquests beneficis econòmics.
Cal entendre els processos costaners i predir els efectes probables abans d'emprendre qualsevol projecte costaner. Els desenvolupaments dels ports principals i menors i dels ports pesquers consisteixen en la construcció d'estructures costaneres com els molls, els espigons i els dics trencaones. El desenvolupament dels ports també implica les activitats de dragatge i eliminació d'obstacles per mantenir les profunditats necessàries per a la navegació. Aquestes estructures costaneres i les activitats de dragatge interfereixen en els processos costaners. Les modificacions en els processos costaners tenen un gran impacte en el litoral. Sovint es produeix un impacte morfològic important a la regió costanera amb desigual resultat pel que fa a l'acumulació i/o erosió de sediments aportats per la deriva litoral. En aquests casos, el "bypass" de sorra és una de les millors solucions per mitigar aquest problema. La derivació de sorra hauria de formar part integral de qualsevol projecte de desenvolupament portuari en l'etapa de planificació.
A la Unió Europea, la població de les illes i regions costaneres ha crescut el doble de la mitjana de la UE durant la dècada passada. Les comunitats costaneres són també la destinació de la majoria dels turistes a Europa, per la qual cosa la necessitat de conciliar el desenvolupament econòmic, la sostenibilitat ambiental i la qualitat de vida urgeix especialment en aquestes regions. A causa dels ports i les indústries marítimes i turístiques, aquestes regions tenen una importància estratègica per a tot Europa. Presten importants serveis a les seves zones d'influència i des d'elles es controlen les fronteres marítimes i les aigües costaneres. Les exigències resultants en matèria d'infraestructures són considerables i cal tenir-les en compte a l'hora d'assignar els recursos comunitaris. El canvi climàtic afecta especialment les regions costaneres i la gestió de riscos a la costa pot tenir un pes important en els pressupostos i economies. El mar és determinant per al turisme costaner i marítim i ha estat un important catalitzador per al desenvolupament econòmic de les costes europees.

## Estats amb major perímetre de costa marina
Canadà és l'estat amb la costa més llarga del món. Té un front de costa de 202.080 km/125.567 milles a les conques de l'oceà Pacífic, l'oceà Atlàntic i l'oceà Àrtic. Indonèsia és l'estat amb la segona costa més llarga del món amb 99.083 km/61.567 milles. Noruega té la tercera costa més llarga del món i també la més llarga d'Europa amb 58.133 km/ 36.122 milles. Els Estats Units tenen una línia costanera total d'uns 19.924 km.
|    | Estat/País                    | Quilòmetres de costa |
| -- | ----------------------------- | -------------------- |
| 1  | Canadà                        | 202,080              |
| 2  | Indonèsia                     | 99,083               |
| 3  | Noruega                       | 58,133               |
| 4  | Rússia                        | 37,653               |
| 5  | Filipines                     | 36,289               |
| 6  | Japó                          | 29,751               |
| 7  | Austràlia                     | 25,760               |
| 8  | Estats Units                  | 19,924               |
| 9  | Nova Zelanda                  | 15,134               |
| 10 | Xina                          | 14,500               |
| 11 | Grècia                        | 13,676               |
| 12 | Regne Unit                    | 12,429               |
| 13 | Mèxic                         | 9,330                |
| 14 | Itàlia                        | 7,782                |
| 15 | Índia                         | 7,516                |
| 16 | Brasil                        | 7,491                |
| 17 | Dinamarca                     | 7,314                |
| 18 | Turquia                       | 7,200                |
| 19 | Xile                          | 6,435                |
| 20 | Estats Federats de Micronèsia | 6,112                |

## Gestió i planificació costanera
La gestió i/o planificació de la zona costanera requereix entendre-la com un sistema altament dinàmic, el qual evoluciona a diferents escales de temps i espai, cosa que confereix a aquesta part del territori una gran mobilitat, que condiciona qualsevol tipus d'actuació que s'hi faci. Per aquest motiu, a l'hora de plantejar qualsevol tipus de planificació en aquesta zona, incloent-hi les diferents actuacions que s'hi hagin de dur a terme, és necessari conèixer el seu estat evolutiu, és a dir, el comportament dinàmic al llarg del temps i els factors que el determinen, així com preveure el seu estat futur i facilitar-ne el seguiment.

## Jurisdicció i domini públic a l'Estat Espanyol
Són béns de domini públic maritimoterrestre estatal, en virtut del que disposa l'article 132.2 de la Constitució:
1. La ribera del mar i de les ries, que inclou:
a) La zona maritimoterrestre o espai comprès entre la línia de baixamar escorada o màxima viva equinoccial, i el límit fins on arribin les onades als majors temporals coneguts, d'acord amb els criteris tècnics que s'estableixin reglamentàriament, o quan ho superi, el de la línia de pleamar màxima viva equinoccial. Aquesta zona també s'estén pels marges dels rius fins al lloc on es faci sensible l'efecte de les marees.
Es consideren incloses en aquesta zona les maresmes, albuferes, marjals, esteros i, en general, les parts dels terrenys baixos que s'inunden com a conseqüència del flux i el reflux de les marees, de les onades o de la filtració de l'aigua del mar.
Això no obstant, no passaran a formar part del domini públic maritimoterrestre aquells terrenys que siguin inundats artificialment i controladament, com a conseqüència d'obres o instal·lacions realitzades a aquest efecte, sempre que abans de la inundació no fossin de domini públic.
b) Les platges o zones de dipòsit de materials solts, com ara sorres, graves i còdols, incloent-hi escarps, bermes i dunes, aquestes darreres s'inclouran fins al límit que resulti necessari per garantir l'estabilitat de la platja i la defensa de la costa .
2. El mar territorial i les aigües interiors, amb el llit i el subsòl, definits i regulats per la legislació específica.
3. Els recursos naturals de la zona econòmica i la plataforma continental, definits i regulats per la legislació específica.
4. Als efectes d'aquesta Llei s'entén per:
- Albufera: cossos d'aigües costaneres que queden físicament separats de l'oceà, en més o menys extensió per una franja de terra.
- Berma: part quasi horitzontal de la platja, interior a l'escarp o talús de fort pendent causat per l'onatge.
- Dunes: dipòsits sedimentaris, constituïts per monticles de sorra tinguin vegetació o no que s'alimentin de la sorra transportada per l'acció del mar, del vent marí o per altres causes.
- Escarp: esglaó vertical a la platja format per l'erosió de la berma.
- Estero: canelles en una maresma.
- Maresma: terreny molt pla i baix que s'inunda periòdicament com a conseqüència del flux i reflux de les marees o de la filtració de l'aigua del mar.
- Marjal: terreny sota cobert per un mantell d'aigua que dona suport a vegetació abundant.[18]